# Gnopharmia kasrunensis
Gnopharmia kasrunensis är en fjärilsart som beskrevs av Eugen Wehrli 1939. Gnopharmia kasrunensis ingår i släktet Gnopharmia och familjen mätare. Inga underarter finns listade i Catalogue of Life.